# Nyikolaj Alekszejevics Szevercov taxonjai

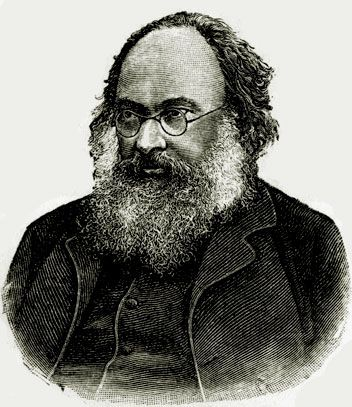
Nyikolaj Alekszejevics Szevercov

Ezen a listán azok a taxon nevek szerepelnek, amelyeket Nyikolaj Alekszejevics Szevercov (1827 – 1885) alkotott. Azok a taxon nevek, amelyek nincsenek belinkelve, manapság csak szinonimaként használtak (az alábbi lista nem teljes):

## Emlősök

### Párosujjú patások
- karaganda argali (Ovis ammon collium) Severtzov, 1873
- tien sani argali (Ovis ammon karelini) Severtzov, 1873
- kara taui argali (Ovis ammon nigrimontana) Severtzov, 1873
- Ovis nivicola borealis Severtzov, 1872
- Tien-San vapiti (Cervus canadensis songaricus) (Severtzov, 1873)
- Cervus elaphus songaricus Severtzov, 1873 - Tien-San vapiti

### Ragadozók
- Oncifelis Severtzov, 1858 - Leopardus
- Pardofelis Severtzov, 1858
- Catopuma Severtzov, 1858 - Pardofelis
- Prionailurus Severtzov, 1858
- Ictailurus Severtzov, 1858
- Zibethailurus Severtzov, 1858 - Prionailurus
- Profelis Severtzov, 1858

### Rágcsálók
- boróka-földipocok (Neodon juldaschi) Severtzov, 1879
- Microtus yuldaschi (Severtzov, 1879) - boróka-földipocok
- Alticola argentatus Severtzov, 1879
- Apodemus major (Severtsov, 1873) - kislábú erdeiegér
- Apodemus tokmak (Severtzov, 1873) - kislábú erdeiegér

## Madarak

### Vágómadár-alakúak
- kis héja (Accipiter brevipes) (Severtzov, 1850)

### Verébalakúak
- Calliope pectoralis bailloni (Severtzov, 1873)
- fehérfejű függőcinege (Remiz coronatus) (Severtzov, 1873)
- Remiz coronatus coronatus (Severtsov, 1873)
- feketefejű függőcinege (Remiz macronyx) (Severtsov, 1873)
- Remiz macronyx macronyx (Severtsov, 1873)

### Gólyaalakúak
- Ciconia ciconia asiatica (Severtzov, 1873)